# Safari
Glej Safari (spletni brskalnik) za privzeti spletni brskalnik v operacijskem sistemu Mac OS X podjetja Apple Computer.
Safari (arabsko سفر potovanje) je prvotno pomenilo potovanje po ekvatorialni vzhodni Afriki v karavani z nosači in tovornimi živalmi, z raziskovalnim in lovskim namenom. Danes safari pomeni odpravo oziroma skupinsko turistično potovanje zlasti po osrednji in vzhodni Afriki. Glavni namen safarija je lov oziroma fotografiranje in opazovanje velikih divjih živali v naravnem okolju.

## Etimologija
Beseda safari v afriškem jeziku Svahili pomeni potovanje, vendar naj bi izvirala iz arabskega pridevnika سفر (safar), kar tudi pomeni potovanje . Glagol potovati je v Svahiliju namreč kusafiri in se uporablja za vsakršno obliko potovanja. Beseda safari s pomenom, kot ga poznamo danes, je v angleščino vstopila v petdesetih letih devetnajstega stoletja, ko jo je vpeljal britanski raziskovalec Richard Francis Burton .

## Zgodovina
Prvi safari naj bi izvedel britanski raziskovalec Sir William Cornwallis Harris, ko je leta 1836 vodil odpravo raziskovalcev, ki je bila namenjena zgolj opazovanju tamkajšnje narave, živali in pokrajine. Harris velja tudi za ustanovitelja klasičnih safari potovanj, ki so se začela z zgodnjim pohodom takoj ob zori, počitkom ob popoldanski vročini in se zaključila z uradno večerjo in pripovedovanjem zgodb . Lovski pridih podobnih izletov pa naj bi že v zgodnjih letih 19. stoletja uvedli kar Portugalci, ko so se vaščani zbrali ob lovu na divje prašiče. Oblika komercialnega lova velike divjadi pa izvira iz kolonialnih časov, ko so se lovski izleti izvajali predvsem na območju južne in vzhodne Afrike .

## Safari kot turistična panoga
Safari turizem se je izoblikoval v času kolonialne oblasti na afriškem kontinentu in je bil dolgo časa namenjen zgolj lovu divjih živali, ki so endemične za to celino. To je omogočal predhodni družbeno-ekonomski režim. Toda z dekolonizacijo in postopnim zavedanjem prekomernega lova, degradacije naravnega okolja in resursov, se je spremenila tudi definicija safari turizma. Danes gre predvsem za opazovanje, snemanje in fotografiranje edinstvenih divjih živali in narave ter poučevanju o njih. Safariji so se neprestano razvijali in so danes postali glavna ekonomska panoga v marsikateri državi vzhodne in jugovzhodne Afrike in so nadomestili tradicionalne gospodarske panoge, kot je bilo kmetijstvo. Safari turizem danes pozna mnogo oblik in različic, od vodenih, samostojnih in mobilnih izletov z džipi, pohodništva, trekinga, ogledov iz zraka s pomočjo letal, helikopterjev in balonov na topli zrak, ježe slonov ali konjev, rečnih safarijev s čolnom, nočnega opazovanja divjih živali, foto lova… Nekatere oblike safarijev so opredeljene tudi kot eko turizem, saj se obiskovalci učijo o ekosistemih in domorodni flori in favni, poudarek je na čim manjšem vplivu na okolje, zato večinoma pešačijo. Drugačna oblika izvajanja safarija je pripomogla tudi k ustanovitvi mnogih nacionalnih parkov in naravnih rezervatov po vsej Afriki.

Obiskovalci safarija naj bi stremeli k srečanju tako imenovane velike peterice, ki jo sestavljajo lev, leopard, afriški slon, črni nosorog in kafrski bivol. Gre za res značilne predstavnike Afrike, ki jih je globalizacija predstavila širnemu svetu. A te živali so bile tudi v preteklosti najbolj lovljene in so danes na seznamu ogroženih vrst, zato obiskovalci nemalokrat ostanejo brez stika z vsaj enim od predstavnikov .

## Safari kot vir navdiha
Safari potovanja po eksotičnih divjinah Afrike z vsemi pripadajočimi dogodivščinami so bila tudi navdihujoča podlaga za mnoge literarne in filmske uspešnice. Tako Jules Verne z romanom Five Weeks in a Balloon (1863) kot H. Rider Haggard s King Salomon's Mines (1885) sta bili v svojem času pravi uspešnici. O safariju je pisal tudi Ernest Hemingway, in svoji kratki zgodbi  "The Short Happy Life of Francis Macomber" ter "The Snows of Kilimanjaro" sta bili celo napisani po njegovih lastnih izkušnjah s safarija, ki ga je doživel.
Žanr safari dogodivščin je s filmi kot so bili Tarzan, Jungle Jim, Bomba the Jungle Boy filmske serije in The Naked Prey (1965) kmalu prešel tudi na filmska platna.
Safari pa je na nek način vplival tudi na modne smernice. Iz vseh filmov poznamo oblačila v kaki barvi, tako imenovane safari jopiče z veliko žepi in zaponkami z ujemajočimi kratkimi hlačami ter safari čelade. Vsa oprema dejansko izvira iz uniforme britanskih častnikov, ki so taka lahka oblačila nosili v času kolonialne vladavine in osvajalskih pohodov v Afriki . Nekateri kosi in barve so popularni še danes, tudi v okoljih, ki so daleč od izvornega območja uporabe, najbolj popularna pa so postala v obdobju med 1870 in 1950 .